# East Asia Super League 2025-2026
La East Asia Super League 2025-26 sarà la terza stagione regolare della East Asia Super League, una competizione internazionale di pallacanestro per club, che coinvolge squadre provenienti da Hong Kong, Giappone, Macao, Mongolia, Corea del Sud, Filippine e Taiwan. La stagione inizia l’8 ottobre 2025 e termina il 22 marzo 2026.

## Assegnazione posti
La East Asia Super League 2025-26 vedrà la partecipazione di dodici squadre, due in più rispetto alle dieci della stagione precedente.
La P. League+ (PLG) di Taiwan (Chinese Taipei), la B.League del Giappone e la Korean Basketball League (KBL) della Corea del Sud dispongono ciascuna di due posti, assegnati alle finaliste dei rispettivi campionati. Il 13 maggio 2025 è stato concesso un terzo posto alla B.League, riservato alla squadra campione della Coppa dell’Imperatore. Il 24 luglio, la lega ha assegnato un terzo posto anche a Taiwan, destinato ai New Taipei Kings, campioni della Taiwan Professional Basketball League (TPBL).
La Philippine Basketball Association (PBA) delle Filippine ha ottenuto un solo posto, rispetto ai due delle stagioni precedenti. Questa riduzione è dovuta alla valutazione da parte della PBA secondo cui sarebbe stato difficile inviare due squadre, considerando il fitto calendario della stagione 2025-26. Il processo di assegnazione dell’unico rappresentante filippino doveva essere confermato, poiché la PBA organizza più conference, o tornei, nella stagione 2024-25. I campioni dei TNT Tropang Giga e  dei San Miguel Beermen hanno rinunciato alla partecipazione. Il 30 luglio, la PBA ha annunciato che i Meralco Bolts sarebbero stati la squadra rappresentante delle Filippine, una decisione presa tramite votazione.
Il 24 gennaio 2025, la EASL ha annunciato che la Mongolian Basketball League sarebbe stata rappresentata per la prima volta, con un posto riservato ai campioni nazionali.
Come nella stagione precedente, Macao e Hong Kong avranno ciascuna una squadra nella EASL. In particolare, gli Hong Kong Eastern sono contrattualmente vincolati a partecipare indipendentemente dal piazzamento in campionato. Anche i Macau Black Bears torneranno in competizione.
| Campionato                         | Nazione       | Squadre |
| ---------------------------------- | ------------- | ------- |
| B.League                           | Giappone      | 3       |
| Korean Basketball League           | Corea del Sud | 2       |
| P. League+                         | Taiwan        | 2       |
| TPBL                               | Taiwan        | 1       |
| Philippine Basketball Association  | Filippine     | 1       |
| Hong Kong A1 Division Championship | Hong Kong     | 1       |
| The League                         | Mongolia      | 1       |
| Rappresentativa                    | Macau         | 1       |

### Squadre qualificate
| Squadre           | Risultato campionato nazionale                                 |
| ----------------- | -------------------------------------------------------------- |
| Taoyuan Pilots    | Finalista della P. League+ 2024-2025                           |
| Fubon Braves      | Finalista della P. League+ 2024-2025                           |
| N. T. Kings       | Campione della TPBL 2024-2025                                  |
| Utsunomiya Brex   | Campione della B.League 2024-2025                              |
| Ryukyu G. Kings   | Finalista della B.League 2024-2025                             |
| Alvark Tokyo      | Finalista della Coppa dell'Imperatore 2025                     |
| Changwon Sakers   | Campione della Korean Basketball League 2024-2025              |
| Seoul Knights     | Finalista della Korean Basketball League 2024-2025             |
| Khasin Khuleguud  | Campione della Mongolian Basketball League 2024-2025           |
| Meralco Bolts     | Quarti di finale della PBA Philippine Cup 2025                 |
| Eastern Hong Kong | Partecipante alla Hong Kong A1 Division Championship 2024-2025 |
| Macau Black Bears | rappresentativa                                                |

## Fase a gironi
Le dodici squadre sono state sorteggiate in tre gruppi da quattro ciascuno per la fase a gironi. Le prime due classificate di ogni gruppo si sono qualificate per i play-off.

### Gruppo A
| Pos | Squadra           | G | V | P | PF | PS | DP | % | Qualificazione |
| --- | ----------------- | - | - | - | -- | -- | -- | - | -------------- |
| 1   | Eastern Hong Kong | 0 | 0 | 0 | 0  | 0  | 0  | — | Playoff        |
| 2   | Seoul Knights     | 0 | 0 | 0 | 0  | 0  | 0  | — | Playoff        |
| 3   | Fubon Braves      | 0 | 0 | 0 | 0  | 0  | 0  | — |                |
| 4   | Utsunomiya Brex   | 0 | 0 | 0 | 0  | 0  | 0  | — |                |

| Squadra 1        | Risultato | Squadra 2         |
| ---------------- | --------- | ----------------- |
| 8 Ottobre 2025   |           |                   |
| Fubon Braves     | vs.       | Utsunomiya Brex   |
| 22 Ottobre 2025  |           |                   |
| Utsunomiya Brex  | vs.       | Seoul Knights     |
| 12 Novembre 2025 |           |                   |
| Seoul Knights    | vs.       | Eastern Hong Kong |
| 13 Dicembre 2025 |           |                   |
| Fubon Braves     | vs.       | Eastern Hong Kong |
| 17 Dicembre 2025 |           |                   |
| Seoul Knights    | vs.       | Utsunomiya Brex   |
| 24 Dicembre 2025 |           |                   |
| Fubon Braves     | vs.       | Seoul Knights     |

| Squadra 1         | Risultato | Squadra 2         |
| ----------------- | --------- | ----------------- |
| 28 Dicembre 2025  |           |                   |
| Eastern Hong Kong | vs.       | Fubon Braves      |
| 7 Gennaio 2026    |           |                   |
| Eastern Hong Kong | vs.       | Seoul Knights     |
| 21 Gennaio 2026   |           |                   |
| Utsunomiya Brex   | vs.       | Eastern Hong Kong |
| 28 Gennaio 2026   |           |                   |
| Seoul Knights     | vs.       | Fubon Braves      |
| 4 Febbraio 2026   |           |                   |
| Eastern Hong Kong | vs.       | Utsunomiya Brex   |
| 11 Febbraio 2026  |           |                   |
| Utsunomiya Brex   | vs.       | Fubon Braves      |

### Gruppo B
| Pos | Squadra           | G | V | P | PF | PS | DP | % | Qualificazione |
| --- | ----------------- | - | - | - | -- | -- | -- | - | -------------- |
| 1   | Macau Black Bears | 0 | 0 | 0 | 0  | 0  | 0  | — | Playoff        |
| 2   | Meralco Bolts     | 0 | 0 | 0 | 0  | 0  | 0  | — | Playoff        |
| 3   | Ryukyu G. Kings   | 0 | 0 | 0 | 0  | 0  | 0  | — |                |
| 4   | Taoyuan Pilots    | 0 | 0 | 0 | 0  | 0  | 0  | — |                |

| Squadra 1         | Risultato | Squadra 2         |
| ----------------- | --------- | ----------------- |
| 8 Ottobre 2025    |           |                   |
| Taoyuan Pilots    | vs.       | Ryukyu G. Kings   |
| 22 Ottobre 2025   |           |                   |
| Ryukyu G. Kings   | vs.       | Meralco Bolts     |
| 2 Novembre 2025   |           |                   |
| Taoyuan Pilots    | vs.       | Meralco Bolts     |
| 8 Novembre 2025   |           |                   |
| Meralco Bolts     | vs.       | Taoyuan Pilots    |
| 15 Novembre 2025  |           |                   |
| Meralco Bolts     | vs.       | Macau Black Bears |
| 6 Dicembre 2025   |           |                   |
| Macau Black Bears | vs.       | Meralco Bolts     |

| Squadra 1         | Risultato | Squadra 2         |
| ----------------- | --------- | ----------------- |
| 14 Dicembre 2025  |           |                   |
| Taoyuan Pilots    | vs.       | Macau Black Bears |
| 17 Dicembre 2025  |           |                   |
| Ryukyu G. Kings   | vs.       | Macau Black Bears |
| 4 Gennaio 2026    |           |                   |
| Macau Black Bears | vs.       | Taoyuan Pilots    |
| 21 Gennaio 2026   |           |                   |
| Macau Black Bears | vs.       | Ryukyu G. Kings   |
| 4 Febbraio 2026   |           |                   |
| Ryukyu G. Kings   | vs.       | Taoyuan Pilots    |
| 11 Febbraio 2026  |           |                   |
| Meralco Bolts     | vs.       | Ryukyu G. Kings   |

### Gruppo C
| Pos | Squadra          | G | V | P | PF | PS | DP | % | Qualificazione |
| --- | ---------------- | - | - | - | -- | -- | -- | - | -------------- |
| 1   | Alvark Tokyo     | 0 | 0 | 0 | 0  | 0  | 0  | — | Playoff        |
| 2   | Changwon Sakers  | 0 | 0 | 0 | 0  | 0  | 0  | — | Playoff        |
| 3   | N. T. Kings      | 0 | 0 | 0 | 0  | 0  | 0  | — |                |
| 4   | Khasin Khuleguud | 0 | 0 | 0 | 0  | 0  | 0  | — |                |

| Squadra 1        | Risultato | Squadra 2        |
| ---------------- | --------- | ---------------- |
| 8 Ottobre 2025   |           |                  |
| Alvark Tokyo     | vs.       | Khasin Khuleguud |
| 22 Ottobre 2025  |           |                  |
| N. T. Kings      | vs.       | Alvark Tokyo     |
| 30 Ottobre 2025  |           |                  |
| Changwon Sakers  | vs.       | N. T. Kings      |
| 1 Novembre 2025  |           |                  |
| Khasin Khuleguud | vs.       | N. T. Kings      |
| 5 Novembre 2025  |           |                  |
| Khasin Khuleguud | vs.       | Changwon Sakers  |
| 19 Novembre 2025 |           |                  |
| N. T. Kings      | vs.       | Changwon Sakers  |

| Squadra 1        | Risultato | Squadra 2        |
| ---------------- | --------- | ---------------- |
| 6 Dicembre 2025  |           |                  |
| N. T. Kings      | vs.       | Khasin Khuleguud |
| 9 Dicembre 2025  |           |                  |
| Changwon Sakers  | vs.       | Khasin Khuleguud |
| 17 Dicembre 2025 |           |                  |
| Alvark Tokyo     | vs.       | Changwon Sakers  |
| 21 Gennaio 2026  |           |                  |
| Changwon Sakers  | vs.       | Alvark Tokyo     |
| 4 Febbraio 2026  |           |                  |
| Alvark Tokyo     | vs.       | N. T. Kings      |
| 11 Febbraio 2026 |           |                  |
| Khasin Khuleguud | vs.       | Alvark Tokyo     |